# Graboszewo (powiat słupecki)
Graboszewo – wieś w Polsce położona w województwie wielkopolskim, w powiecie słupeckim, w gminie Strzałkowo.
W latach 1954–1959 wieś należała i była siedzibą władz gromady Graboszewo, po jej zniesieniu w gromadzie Strzałkowo. W latach 1975–1998 miejscowość należała administracyjnie do województwa konińskiego.
Pierwsza wzmianka o Graboszewie pochodzi z 1360 r. Jesienią 1769 r. znajdował się tu obóz konfederatów barskich. Wieś była wtedy własnością Ignacego Skarbka-Malczewskiego. W wyniku II rozbioru Polski w 1793 r. rozpoczęło się na tych terenach panowanie pruskie. W 1900 r. wieś liczyła sobie 610. mieszkańców. W czasie powszechnego strajku szkolnego w latach 1906-1907, przeciwko nauczaniu w języku niemieckim, protestowało 30. dzieci z tutejszej szkoły. 16 listopada 1918 roku, z inicjatywy Jerzego Hulewicza - właściciela pobliskich Kościanek, oraz miejscowego proboszcza - księdza Słubickiego, powstała w Graboszewie Wiejska Rada Ludowa. W skład tej rady wchodziło czterech robotników rolnych, czterech żołnierzy i cztery osoby spośród inteligencji. 

## Zabytki
We wsi znajdują się następujące zabytki nieruchome, wpisane do krajowego rejestru zabytków:
- drewniany kościół pararafialny pw. św. Małgorzaty z końca XVI w. (nr rej.: AK-11a/265 z 14.03.1933 r.)
- cmentarz przy kościele z XVI/XVII w. (nr rej.: A-512/253 z 8.11.1994 r.)
- mauzoleum rodziny Hulewiczów z początku XX w., nr rej.: j.w.
- pałac i park z pierwszej połowy XIX w. (nr rej.: 429/171 z 4.09.1989 r.)